# Simulium natalense
Simulium natalense är en tvåvingeart som beskrevs av Meillon 1950. Simulium natalense ingår i släktet Simulium och familjen knott. Inga underarter finns listade i Catalogue of Life.